# Nazionale femminile di pallacanestro della Mongolia
La nazionale femminile di pallacanestro della Mongolia è la rappresentativa cestistica della Mongolia ed è posta sotto l'egida della Federazione cestistica della Mongolia.

## Piazzamenti

### Campionati asiatici
- 2023 - 15°

### Giochi asiatici
- 2014 - 8°
- 2018 - 8°

## Formazioni

### Campionati asiatici
Campionato asiatico femminile di pallacanestro 20232 Munksaikhan, 4 Murat, 5 Bayarmaa, 10 Nandinkhusel, 11 Batkhuyag, 12 Ting, 13 Onolbaatar, 14 Baatar, 15 Undarmaa, 16 Baatsooj, 20 Tuvshinjargal, 24 Erdenebaya, 55 Bat-Erdene,        All. Amarjargal Misha

### Giochi asiatici
Pallacanestro ai XVII Giochi asiatici4 Bolortuyaa, 5 Tsolmon, 6 Bayartsetseg, 8 Dolgor, 9 Ganzul, 10 Khos-Erdene, 11 Zolzayaa, 12 Altanzayaa, 13 Mönkhsuvd, 14 Solongo, 15 Enkhdelger,        All. Manduul Baasansuren
Pallacanestro ai XVIII Giochi asiatici4 Murat, 5 Buriad, 6 Alimaa, 7 Bayarmaa, 8 Battogtokh, 9 Erdene, 10 Ganbat, 11 Dashnyam, 12 Otgonbayar, 13 Bayankhuu, 14 Bayasgalan, 15 Ulaankhuu,        All. Bayartsogt Odonbaatar